# Kvistgang
Kvistgang, vandvisning, er en udøvelse som en vandsøger, metalsøger, kvistgænger eller jordstrålemåler siger, tillader dem at finde skjulte brønde, begravet metal, ædelstene og andre objekter, såvel som jordstråler uden anvendelse af videnskabeligt udstyr.
Kvistgang opfattes af videnskaben som pseudovidenskab og artiklens efterfølgende tekst er med for at perspektivere kvistgang historisk.
Y- eller L-formede kviste, rør, ståltrådsbuer eller vinkelpinde anvendes under søgningen – kaldet pilekvist eller ønskekvist, men nogle kvistgængere anvender andet udstyr (f.eks. pendul, "elektrogeobioskop") – eller slet intet.
Jordstråling, W-bølger eller vandåre-stråling skulle omfatte:
- Gitternetzoner, strålebaner
  - Hartmann-gitteret – ca. 2 meters afstand nord-syd og ca. 2,5 meters afstand øst-vest linjer.
  - Curry-gitteret – ca. 3 meters afstand diagonalt i forhold til polerne.

Kvistgang er meget udbredt

på trods af at de fleste videnskabelige test er negative.

En enkelt test i følgende kilde viste dog at 1/3 af kvistgængerne fandt det ønskede i en dobbeltblind test.

Om det er statistisk signifikant vides ikke.

## Historie
Kvistgang har eksisteret i forskellige former i tusinder af år.

Kvistgang som den udøves i dag, kendes historisk fra Tyskland i slutningen af 15. århundrede, hvor minearbejderne anvendte den til at finde malmårer. Skepsis til metoden er ligeså gammel. Martin Luther, hvis far var minearbejder, var i lighed med Paracelsus og Georgius Agricola modstander af ønskekvisten.  Teknikken blev spredt til England via tyske minearbejdere, som tog dertil for at arbejde i kulminerne.
I 1662 blev kvistgang erklæret for "overtro, eller rettere satanisk" af jesuitten Gaspar Schott, selvom han senere bemærkede, at han ikke var sikker på om det altid var djævlen, der var årsag til bevægelsen af kvist eller pinde.
Den franske kemiker Michel Chevreul gjorde et forsøg med håndpendel i 1812, og publicerede resultatet i 1833 i et åbent brev til sin ven André-Marie Ampère. Pendel-udslag blev dengang fortolket som virkningen af "animalsk magnetisme", en væskeagtig, universel substans, der blev påstået at forbinde mennesker, planeter og stjerner med hinanden. Chevreul viste med enkle eksperimenter, at det er den, der holder i pendelen, som giver ophav til dens bevægelser, ud fra, hvad personen tror skal give udslag. Hvis vedkommende tror, at pendelen giver udslag for fx kviksølv, og at der er kviksølv under, giver pendelen udslag, selv om der slet ikke er noget kviksølv i nærheden.  Chevreul kunne godt se sammenhængen mellem sine pendelforsøg og kvistgang. I dag forklares fænomenet som ideomotorisk effekt – en tanke, der giver ophav til ubevidste muskelbevægelser.
I de sene 1960'ere under Vietnam-krigen anvendte nogle U.S.Marinere kvistgang i et forsøg på at lokalisere våben og tunneller.

En omfattende bog om kvistganghistorie er publiceret af Christopher Bird i 1979 med titlen The Divining Hand.
James Randis bog fra 1982, Flim-Flam!, tilegner 19 sider til omfattende dobbelt-blind teste udført i Italien, som viser at kvistgang resulterer i, hvad man kan forvente ved ren tilfældighed.

## Ønskekvist anvendt i praksis

### England
I slutningen af 1990 indrømmede Thames Water Authority i London, der har ansvaret for vandet i Themsen, at de havde benyttet en vandsøger (kaldt dowser på engelsk) med en pilekvist til at lokalisere lækager, der dagligt førte til et tab på tusindvis af liter vand fra vandledningerne. Det kom der ingen brugbare resultater ud af, og de få gange, hvor vandsøgere har været villige til at deltage i kontrollerede videnskabelige forsøg, har de ikke opnået bedre resultater end ved helt vilkårligt gætteri. 

### Norge
I maj 1987 blev søgevinkler (L-formede ønskekviste, hvor personen holder i de korte ender, med de lange pegende ud foran sig) testet ud i Norge på Hjerkinn skydefelt  i 1.600 meters højde. På et område på 50 x 50 meter blev sneen rodet op, så man ikke kunne se, hvor der lå nogen begravet. En soldat blev så gravet ned i en hule under to meter sne. Fire vinkelsøgere med lang erfaring – tre fra Norges Røde Kors – og to soldatgrupper med nogle timers oplæring, skulle så hver for sig prøve at finde den nedgravede. Forsøget var dobbelt blindt, dvs at ingen af de tilstedeværende vidste, hvor han lå. Søgerne måtte godt markere mere end ét sted, men ikke føle efter med en stav, om stedet var rigtigt. Testen blev foretaget i strålende sol og uden tidsbegrænsning. Der var tre gemmesteder og atten individuelle søg. Totalt 24 steder blev markeret af vinkelsøgerne. Træf blev regnet indenfor et kvadrat med fem meters sider, og sandsynligheden for et tilfældigt træf var dermed én procent. Testen gav ingen træf overhovedet. 
Metoden med at bruge søgevinkel/ønskekvist til at finde folk, der er begravet af sneskred, blev derefter opgivet af det norske forsvar, men Norges Røde Kors tog først i november 1987 en "tænkepause", hvor søgevinklerne "midlertidigt" blev fjernet fra hjælpekorpsenes oplæringsprogram. Ifølge sneskredsvejledningen udgivet af Norges Røde Kors hjælpekorps, der rykker ud ved skred-ulykker, skulle det schweiziske sneforskningsinstitut i Davos have foretaget forskning til fordel for søgevinklerne, og IKAR (= den internationale bjergredningskommission) have anerkendt teknikken i 1975. Disse oplysninger blev benægtet af lederne for begge organisationer.  Der blev også rejst spørgsmål om ulykken i Vassdalen 5.marts 1986, der er den værste, der har rammet det norske forsvar i fredstid.  Skreddet begravede 31 soldater, de fleste værnepligtige; 16 omkom. Hvorfor tog det tre dage at finde de sidste ofre, hvis søgevinkler virker? Norges Røde Kors påstod, at søgeren havde været ukyndig, og at det blæste for meget. Men skredforskeren og meteorologen Steinar Bakkehøi, der blev tilkaldt til redningsarbejdet i Vassdalen, benægter dette. 
Så sent som i 1995 udtalte vicepræsident i Norges Røde Kors, Oddbjørn Røys, til avisen Sunnmørsposten at "når man har den rette øvelse, har det vist sig, at det er muligt at finde folk nedgravet i skred ved hjælp af søgevinkler". I 1998 benyttede Røde Kors igen resultatløst søgevinkler for at finde en savnet person i Sør-Trøndelag. Metoden blev overfor pressen stadig forsvaret af Røde Kors' ledelse, og Adresseavisen skrev på lederplads 8.april 1998, at Røde Kors og offentlige etater som politi ikke bør "kaste tid og resurser væk på metoder, som baserer sig på overtro." I 2006 var det dog klart, at dem, der i dag står fagligt ansvarlige for redningsmetoderne i Norges Røde Kors hjælpekorps, blankt afviser kvistgang.